# Wahlen zum Repräsentantenhaus der Vereinigten Staaten 1858
Die Wahlen zum Repräsentantenhaus der Vereinigten Staaten fanden ab dem 2. August 1858 statt. Dabei wurden in den Vereinigten Staaten an verschiedenen Wahltagen die Abgeordneten des Repräsentantenhauses gewählt. Die Wahlen waren Teil der allgemeinen Wahlen zum 36. Kongress der Vereinigten Staaten in jenem Jahr, bei denen auch ein Drittel der US-Senatoren gewählt wurden. Da die Wahlen etwa in der Mitte der Amtszeit des Demokratischen Präsidenten James Buchanan stattfanden (Midterm Election), galten sie auch als Votum über die bisherige Politik des Präsidenten.
Zum Zeitpunkt der Wahlen bestanden die Vereinigten Staaten aus 33 Bundesstaaten, Minnesota und Oregon waren neu hinzugekommen. Die Zahl der zu wählenden Abgeordneten betrug 238. Die Sitzverteilung im Repräsentantenhaus basierte auf der Volkszählung von 1850. Die Wahl ergab für die Republikaner einen Zugewinn von 26 Mandaten auf nunmehr 113 Sitze. Dabei verfehlten sie die absolute Mehrheit knapp. Mit Hilfe der kleineren Fraktionen konnten sie dann aber eine Mehrheit erreichen. Die Demokraten verloren 49 Sitze und kamen nur noch auf 83 Mandate. Der Grund lag unter anderem in der inneren Spaltung der Partei in zwei Flügel die jeweils die Positionen des Nordens bzw. des Südens unterstützten. Die Opposition Party kehrte mit 19 Sitzen in das Repräsentantenhaus zurück. Außerdem wurden noch 20 von den anderen Parteien unabhängige Kandidaten gewählt. Überschattet waren die Wahlen von den Ereignissen im Vorfeld des Amerikanischen Bürgerkriegs. Dabei ging es um Fragen wie die Ausweitung bzw. Abschaffung der Sklaverei und das Recht der Einzelstaaten, darüber zu bestimmen. Tatsächlich sollte sich am Ende der Legislaturperiode des 1858 gewählten Kongresses bereits der Krieg abzeichnen. Einige Abgeordnete aus den Südstaaten verließen den Kongress noch vor Ablauf der Legislaturperiode am 4. März 1861, weil ihre Staaten inzwischen aus der Union ausgetreten waren.
Frauen und Sklaven waren weder wahlberechtigt noch wählbar. In vielen Bundesstaaten waren auch freie Afroamerikaner von der Wahl ausgeschlossen.

## Wahlergebnis
- Demokratische Partei 83 (132) Sitze
- Republikanische Partei 116 (90) Sitze
- Opposition Party: 19 (0) Sitze
- Sonstige: 20 Sitze

Gesamt: 238
In Klammern sind die Ergebnisse der letzten Wahl zwei Jahre zuvor. Veränderungen im Verlauf der Legislaturperiode, die nicht die Wahlen an sich betreffen, sind bei diesen Zahlen nicht berücksichtigt, werden aber im Artikel über den 36. Kongress im Abschnitt über die Mitglieder des Repräsentantenhauses bei den entsprechenden Namen der Abgeordneten vermerkt. Das Gleiche gilt für Wahlen in Staaten, die erst nach dem Beginn der Legislaturperiode der Union beitraten. Daher kommt es in den Quellen gelegentlich zu unterschiedlichen Angaben, da manchmal Veränderungen während der Legislaturperiode in die Zahlen eingearbeitet wurden und manchmal nicht.